# La Chapelle-en-Serval
La Chapelle-en-Serval è un comune francese di 2 853 abitanti situato nel dipartimento dell'Oise della regione dell'Alta Francia.

## Società

### Evoluzione demografica
Abitanti censiti